# Oneida (prénom)
Pour les articles homonymes, voir Oneida.
Oneida est un prénom féminin.

## Sens et origine du prénom
- Prénom féminin d'origine nord-amérindienne[1] tribu Oneida du peuple Iroquois.
- Prénom qui signifie "impatiemment attendue".
- Aussi le nom de très nombreuses villes : dans les États de l'Illinois, du Kansas, du Kentucky, de New-York, de Pennsylvanie, du Tennessee, du Wisconsin aux États-Unis.

## Prénom de personnes célèbres et fréquence
- Prénom aujourd'hui peu usité aux États-Unis[2].
- Prénom qui a peu été donné en France[3]. Ce prénom à tout le moins a été donné plusieurs fois à une Française ainsi que le fait apparaître la généalogie des d'Andigné, famille propriétaire du Château de Condillac 26740. Notamment Oneida Marie Charlotte Béatrix Hélène d'Andigné née en 1936.